# 기계초등학교
기계초등학교는 대한민국 경상북도 포항시 북구 기계면 현내리에 있는 공립 초등학교다.

## 학교 연혁
- 1920년 9월 29일 설립인가
- 1921년 9월 27일 기계공립보통학교(4년제) 개교
- 1938년 4월 1일 기계공립심상소학교 개칭
- 1941년 3월 1일 기계공립국민학교 개칭
- 1986년 9월 19일 체육관 건립(동창회 지원)
- 1994년 3월 1일 기남분교 본교로 통폐합
- 1996년 3월 1일 기계초등학교로 교명 변경
- 1996년 3월 1일 기동국교 본교로 통폐합
- 2002년 3월 1일 기서분교 본교로 통폐합
- 2020년 3월 1일 제39대 김영순 교장 취임
- 2021년 2월 9일 제97회 졸업식(14명 졸업 총 졸업생 수 10736명)
- 2021년 3월 1일 7학급(특수1학급) 편성

## 학교 상징
- 교화 : 장미
  - '아름다움을 추구하는 기계 어린이'
  - 무성한 줄기와 잎은 강인한 생명력의 상징이며 아름다운 꽃과 그윽한 향기는 미를 상징함
- 교목 : 히말라야시다
  - '씩씩하게 자라는 기계어린이'
  - 곧게 높게 푸르게 자라는 모습은 굳센 의지와 불타는 정의, 고고한 기품을 상징함

## 참고 자료
- 기계초등학교 - 한국교육학술정보원 학교알리미